# IC 5031
IC 5031 ist eine Spiralgalaxie mit ausgedehnten Sternentstehungsgebieten vom Hubble-Typ S im Sternbild Pfau am Südsternhimmel. Sie ist schätzungsweise 431 Millionen Lichtjahre von der Milchstraße entfernt und hat einen Durchmesser von etwa 90.000 Lj. Wahrscheinlich bildet sie gemeinsam mit IC 5032 ein gravitativ gebundenes Galaxienpaar.
Das Objekt wurde am 24. September 1900 von DeLisle Stewart entdeckt.